# Österreichisches Parlament
In Österreich obliegt die Gesetzgebung auf Bundesebene zwei eigenständigen gesetzgebenden Körperschaften, dem Nationalrat (183 Abgeordnete) und dem Bundesrat (60 Mitglieder), die gemeinsam das Parlament bilden. In bestimmten Fällen treten Nationalrat und Bundesrat als Bundesversammlung gemeinsam zusammen.
Wenn die Gesetzgebungsorgane des Bundes auch verfassungsrechtlich nicht als „das Parlament“ bezeichnet werden, so ist dieser Begriff doch weit verbreitet und wird von den beiden Kammern auch in der Öffentlichkeitsarbeit gebraucht. Ohne weitere Spezifizierung ist damit im allgemeinen österreichischen Sprachgebrauch meist nur der Nationalrat gemeint.
Sitz des Parlaments ist das Parlamentsgebäude in Wien.

## Organisation
Die Gesetzgebungsperiode des Nationalrates beträgt fünf Jahre (bis zur Wahlrechtsreform 2008 betrug sie vier Jahre). Der Nationalrat wird durch allgemeine Wahlen bestimmt, d. h. die Staatsbürger üben ihre Wahlberechtigung durch ihr allgemeines, gleiches, freies, unmittelbares, persönliches und geheimes Verhältniswahlrecht aus. Er ist die dominierende Kammer in der österreichischen Gesetzgebung, wobei er praktisch fast die gesamte legislative Macht besitzt. Der Nationalrat hat die Möglichkeit, sich durch Beschluss selbst aufzulösen. Weiters kann er durch den Bundespräsidenten auf Vorschlag der Bundesregierung aufgelöst werden.
Der Bundesrat wird von den einzelnen Landtagen (den Parlamenten der Bundesländer) entsprechend der Stärke der Fraktionen in diesen beschickt. Der Bundesrat besitzt in den meisten Fällen nur ein suspensives (aufschiebendes) Vetorecht, das durch einen Beharrungsbeschluss des Nationalrates außer Kraft gesetzt werden kann.
Nationalrat und Bundesrat treten zu bestimmten Anlässen als Bundesversammlung zusammen. Deren wichtigste verfassungsrechtliche Kompetenzen bestehen in der Angelobung des Bundespräsidenten sowie in der Möglichkeit, den Bundespräsidenten vor dem Verfassungsgerichtshof anzuklagen oder eine Volksabstimmung zu seiner Amtsenthebung anzusetzen. Die Bundesversammlung hätte auch etwaige Kriegserklärungen Österreichs zu beschließen. Im Gegensatz zur Schweiz sind National- und Bundesrat jedoch nicht als zwei Kammern eines übergeordneten Verfassungskörpers, der Bundesversammlung, eingerichtet, sondern bilden bei Bedarf gemeinsam diese als drittes Organ.
Die Verwaltungsgeschäfte des Nationalrates und des Bundesrates führt die Parlamentsdirektion, die vom Präsidenten des Nationalrates geleitet wird (Art. 30 B-VG). Die Organisation der für den Bundesrat zuständigen Organisationseinheiten bestimmt der Präsident des Nationalrates im Einvernehmen mit dem Vorsitzenden des Bundesrates. Diese Organisationseinheiten sind fachlich dem Vorsitzenden des Bundesrates unterstellt.

## Geschichte
Die erste parlamentarische Versammlung fand 1848 in der Winterreitschule als Reichstag statt.
Die Mitwirkung gewählter Abgeordneter an der Gesetzgebung begann in Österreich 1861 mit dem Reichsrat, der 1867 zum Parlament Cisleithaniens, der im Reichsrat vertretenen Königreiche und Länder Österreich-Ungarns, wurde; vertreten waren 17 Kronländer. Gewählt wurde nur von Männern und nur das Abgeordnetenhaus; die gleichberechtigte, formal erste Kammer, das Herrenhaus, bestand aus Mitgliedern kraft Gesetzes und vom Kaiser ernannten Personen, zumeist Adeligen.
Das Männerwahlrecht zum Abgeordnetenhaus wurde nach 1867 in mehreren Schritten demokratisiert und bestand von 1907 an für alle volljährigen, d. h. 24-jährigen Männer; parallel dazu wurde auch die Anzahl der Sitze im Abgeordnetenhaus, 1867 noch 203, auf zuletzt 516 erhöht (siehe Reichsratswahl 1907). Frauen waren bis zum Ende der Monarchie 1918 nicht wahlberechtigt.

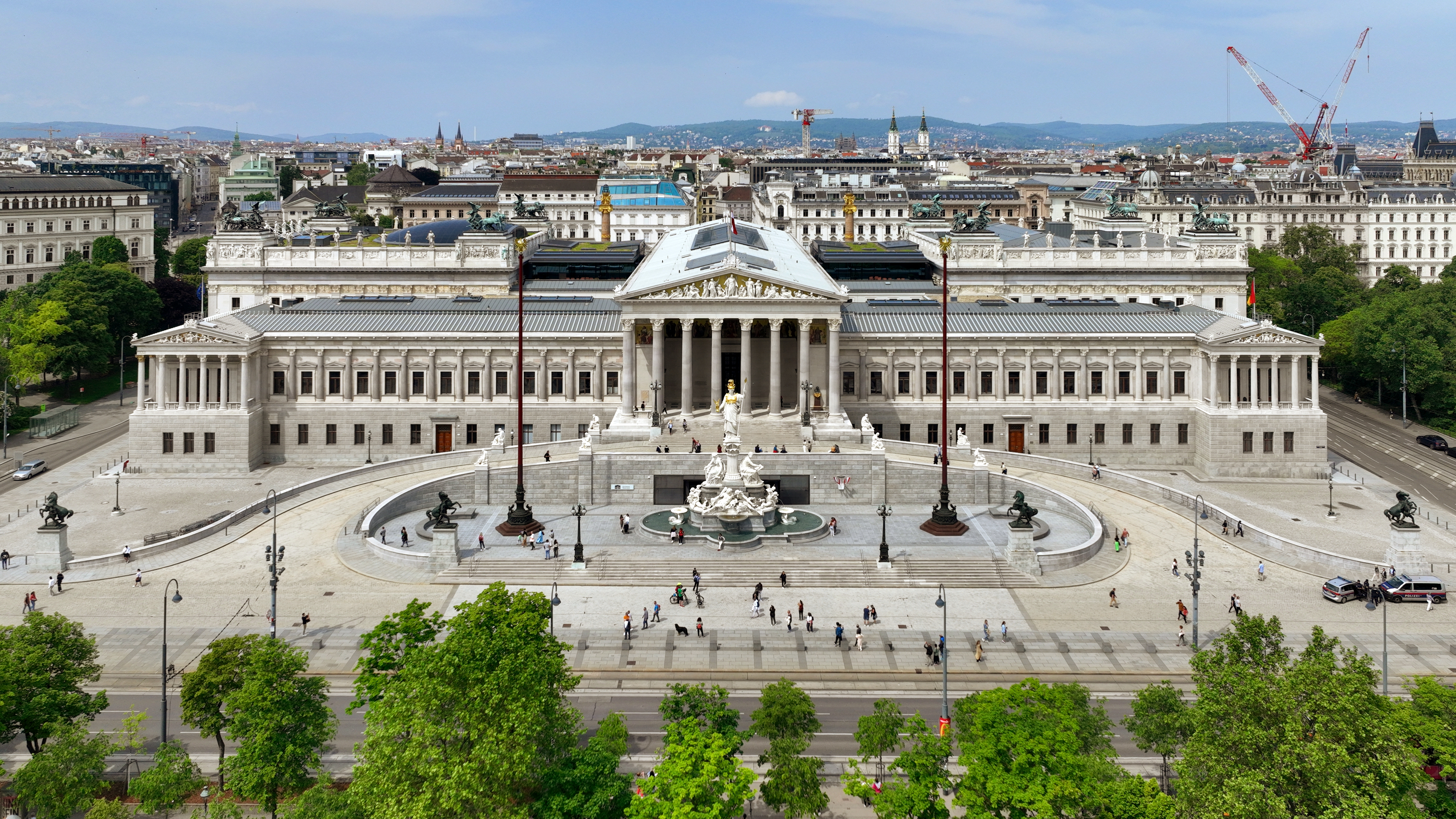
Das ehemalige Reichsratsgebäude, von 1874 bis 1883 errichtet, und jetzt als Parlamentsgebäude bezeichnet

Seit 1883 tagten Reichsratsabgeordnete und Herrenhausmitglieder im heutigen Parlamentsgebäude in Wien, damals k.k. Reichsratsgebäude genannt. Die letzte Sitzung des Abgeordnetenhauses fand am 12. November 1918 statt; am gleichen Tag wurde das Herrenhaus von der (am 21. Oktober 1918 erstmals zusammengetretenen) Provisorischen Nationalversammlung des neuen Staates Deutschösterreich, der sich am gleichen Tag als Republik definierte, für aufgelöst erklärt. Das Plenum der Nationalversammlung tagte an diesem Tag zum ersten Mal im Parlamentsgebäude.
Im Dezember 1918 beschloss die Nationalversammlung das allgemeine Wahlrecht auch für Frauen; aktiv wahlberechtigt war nun, wer das zwanzigste Lebensjahr überschritten hat, also mindestens 20 Jahre alt war (diese Bestimmung wurde 1920 in Art. 26 B-VG übernommen). Frauen und Männer wählten hierauf im Februar 1919 die Konstituierende Nationalversammlung. Diese beschloss 1920 das Bundes-Verfassungsgesetz, die Verfassung der Republik Österreich, auf der das österreichische Parlament seither beruht.
In alle diese Vorgänge waren die Bürger des Burgenlandes nicht einbezogen, da Deutsch-Westungarn de facto bis 1921 zu Ungarn gehörte. Die erste Nationalratswahl, an der auch burgenländische Frauen und Männer beteiligt waren, fand 1923 statt.
Zehn Jahre später nutzte die Bundesregierung Dollfuß eine in der Nationalratssitzung vom 4. März 1933 offenbar gewordene Lücke in der Geschäftsordnung dazu, von der Selbstausschaltung des Parlaments zu sprechen und weitere Sitzungen des Nationalrats zu verhindern.
Die Parlamentstätigkeit war bis 1938 durch die Diktatur des „Ständestaats“ und 1938–1945 durch das nationalsozialistische Regime unterbrochen.

## Parlamentsgebäude
Das Parlament tagte im von Theophil von Hansen errichteten Parlamentsgebäude an der Ringstraße. Weiters wurden zwei Gebäude in der hinter dem Gebäude verlaufenden Reichsratsstraße und das benachbarte Palais Epstein, ebenfalls am Dr.-Karl-Renner-Ring, vom Parlament genutzt. Die Parlamentsverwaltung ist dem Nationalratspräsidenten unterstellt.
Die repräsentative Säulenhalle in der Mitte des Parlamentsgebäudes wurde für öffentlich zugängliche Ausstellungen usw. verwendet. Unter der Halle und der Parlamentsrampe wurden ein neuer Zugang und ein Besucherzentrum eingebaut.
Im Dezember 2014 einigten sich die sechs Parlamentsparteien auf eine Übersiedlung des Nationalrates während der für von 2017 bis 2020 geplanten Sanierungsarbeiten des Parlamentsgebäudes in die Redoutensäle der Wiener Hofburg. Vom 13. Juli 2017 bis zum Dezember 2022 wurde das Parlamentsgebäude generalsaniert; Nationalrat und Bundesrat haben vom Herbst 2017 bis zum Herbst 2022 im Ausweichquartier in der Wiener Hofburg getagt. Aufgrund der COVID-19-Pandemie und zusätzlicher Projekte, etwa zwei abhörsichere Lokale für Untersuchungsausschüsse unter dem historischen Sitzungssaal, kam es zu Verzögerungen und höheren Kosten. Am 12. Jänner 2023 wurde das sanierte Parlamentsgebäude am Ring in einem Festakt wiedereröffnet.

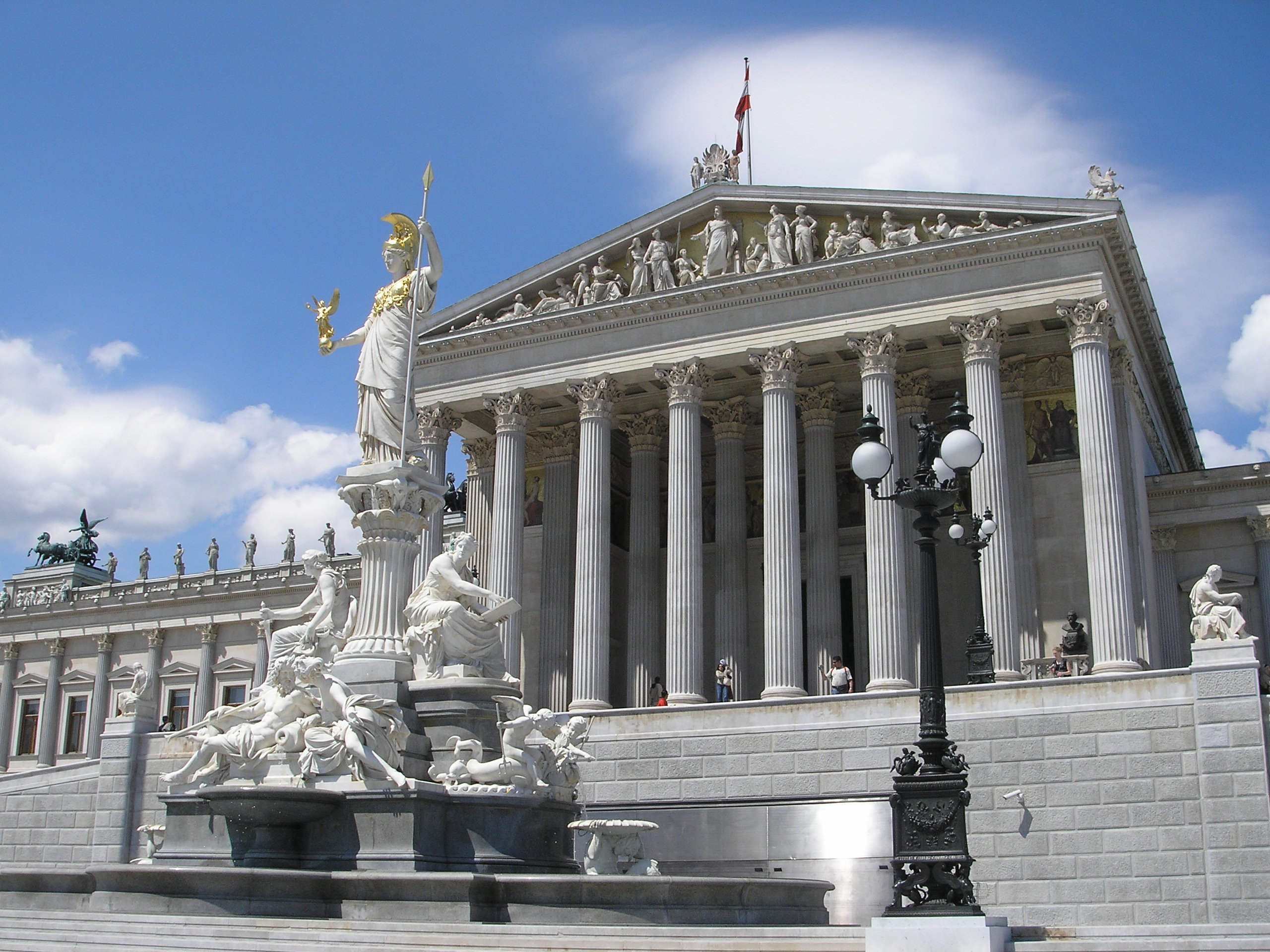
Parlamentsgebäude mit Pallas Athene
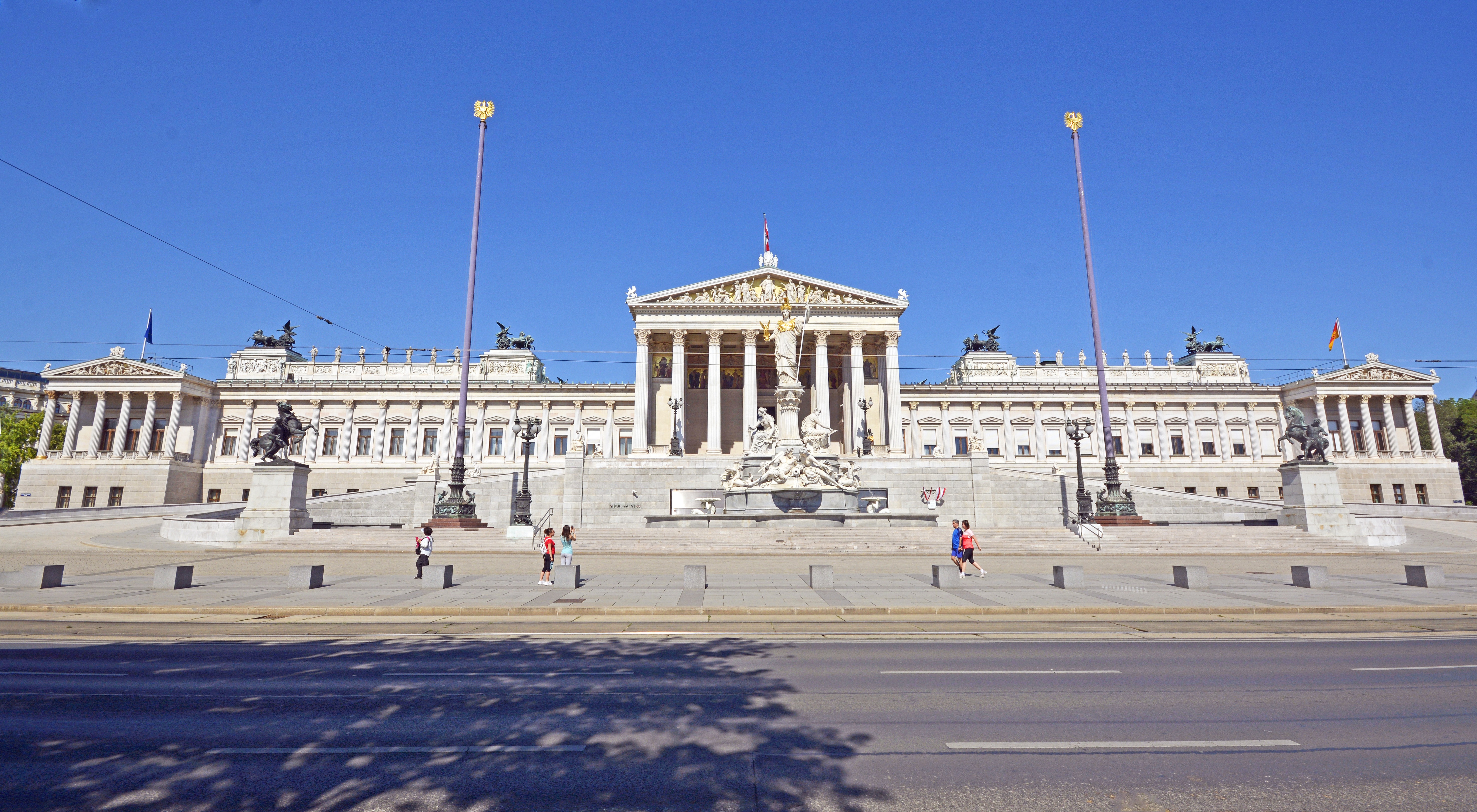
Panorama des Vorplatzes mit seitlichen Auffahrtrampen
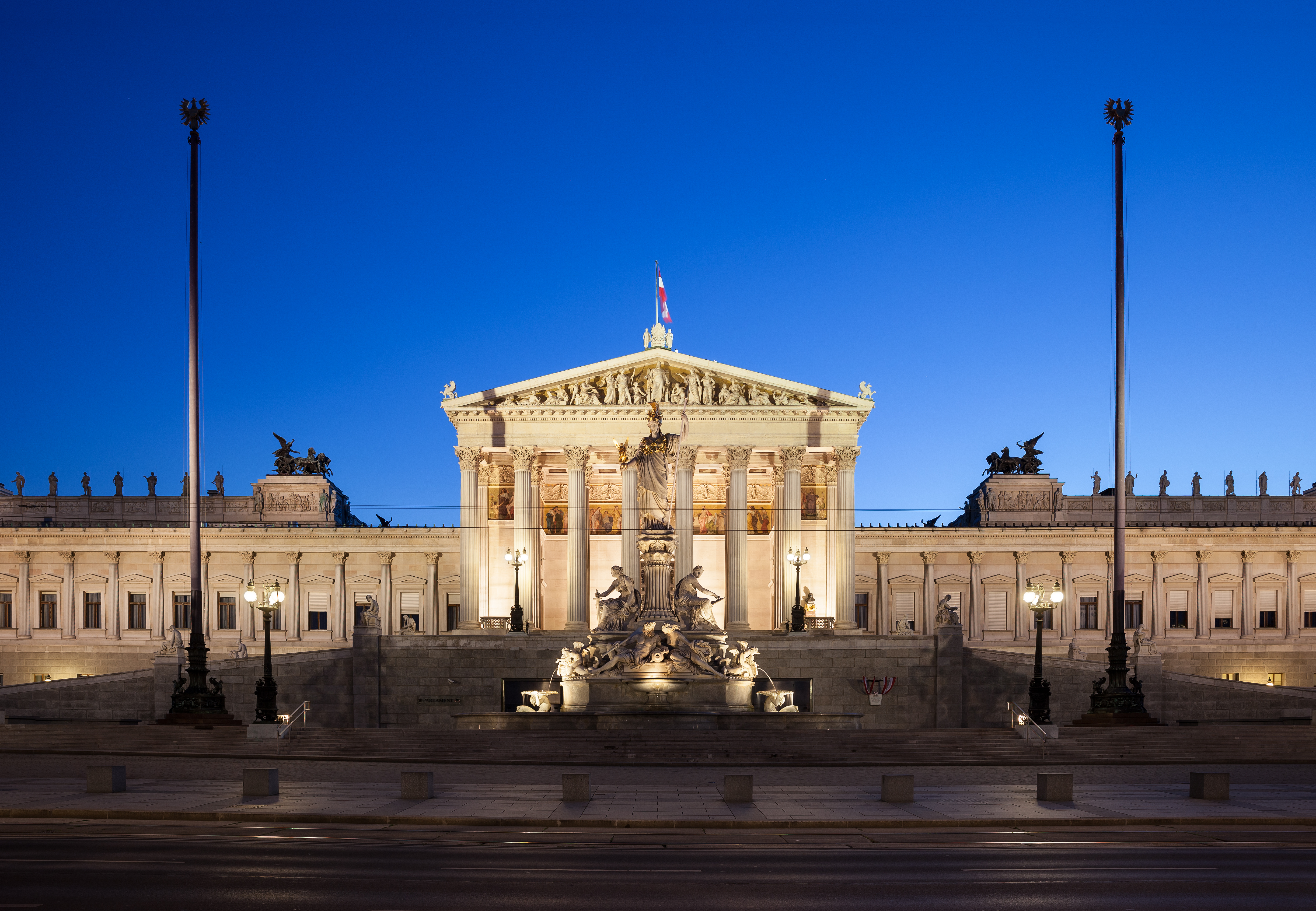
Parlamentsgebäude mit Vorplatz abends
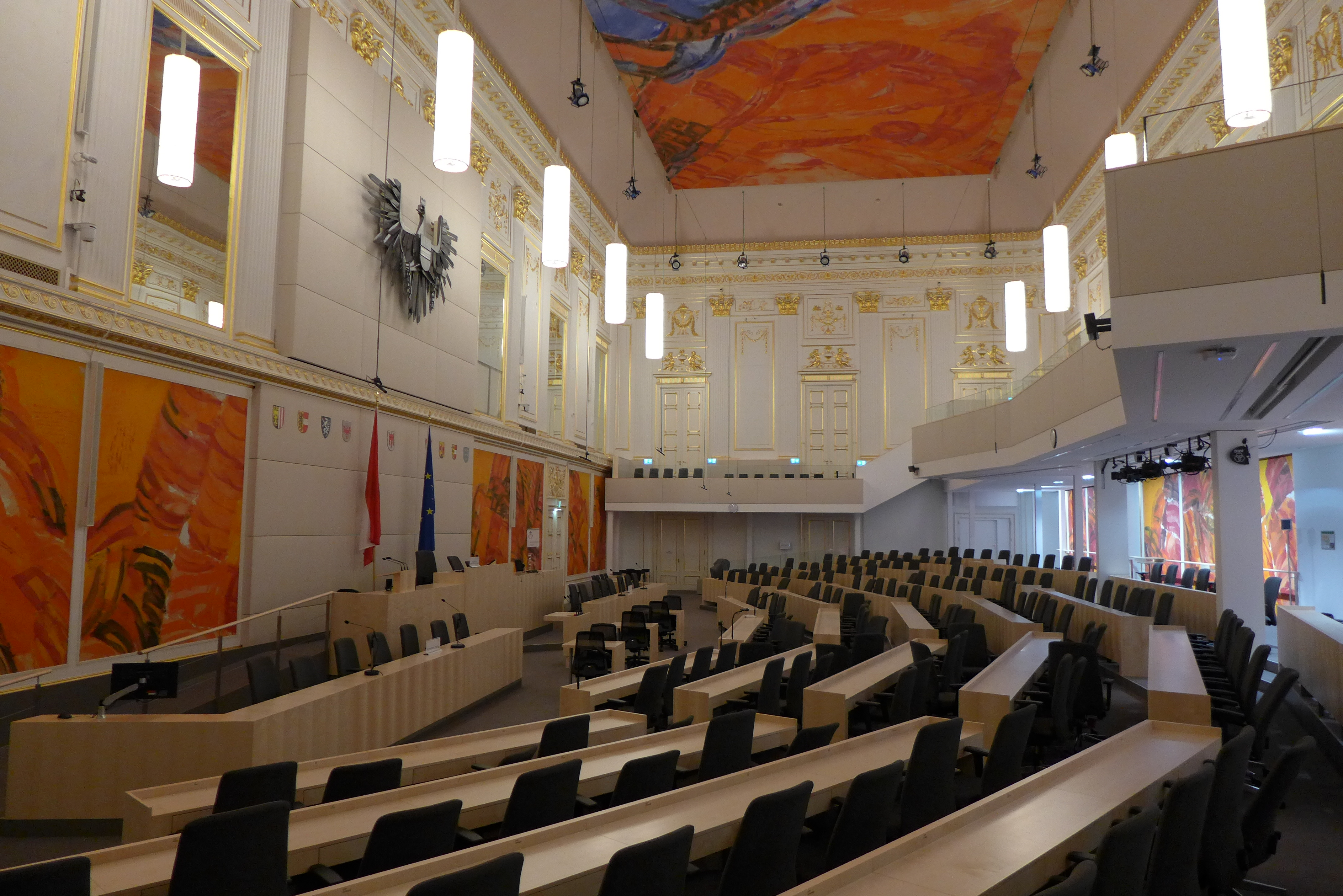
Provisorischer Parlamentssaal in der Wiener Hofburg
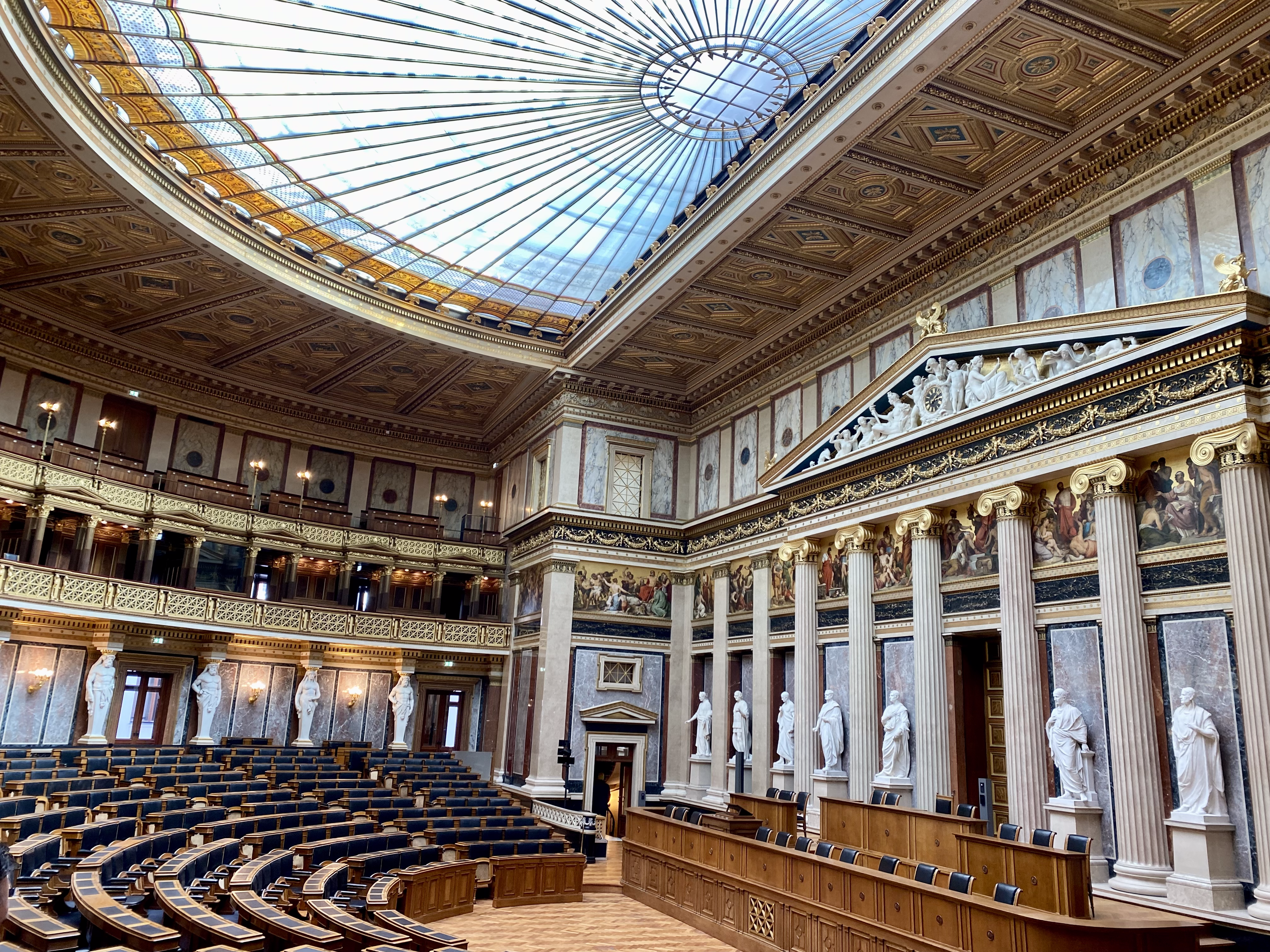
Historischer Sitzungssaal der Österreichischen Bundesversammlung
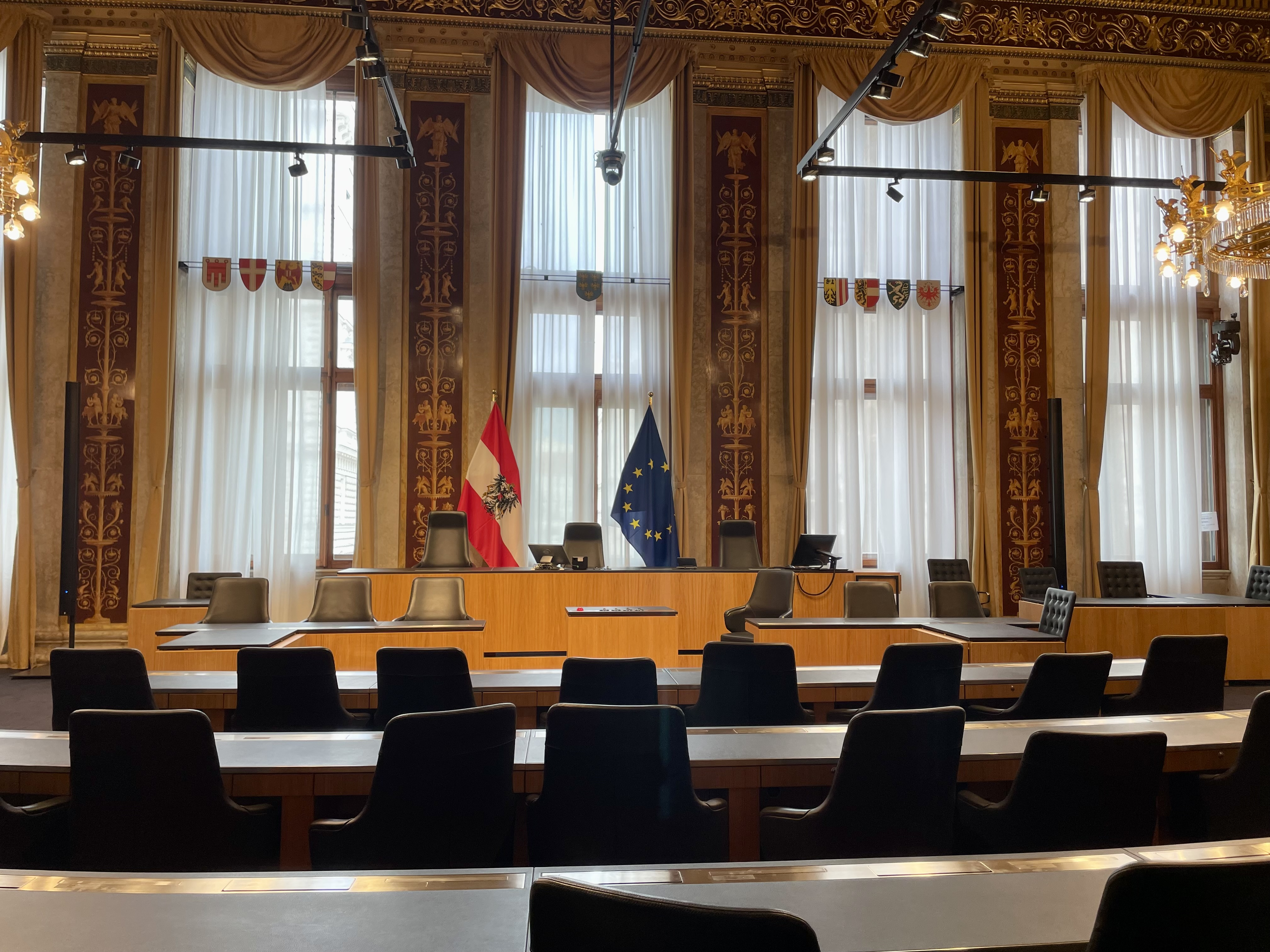
Bundesratsaal
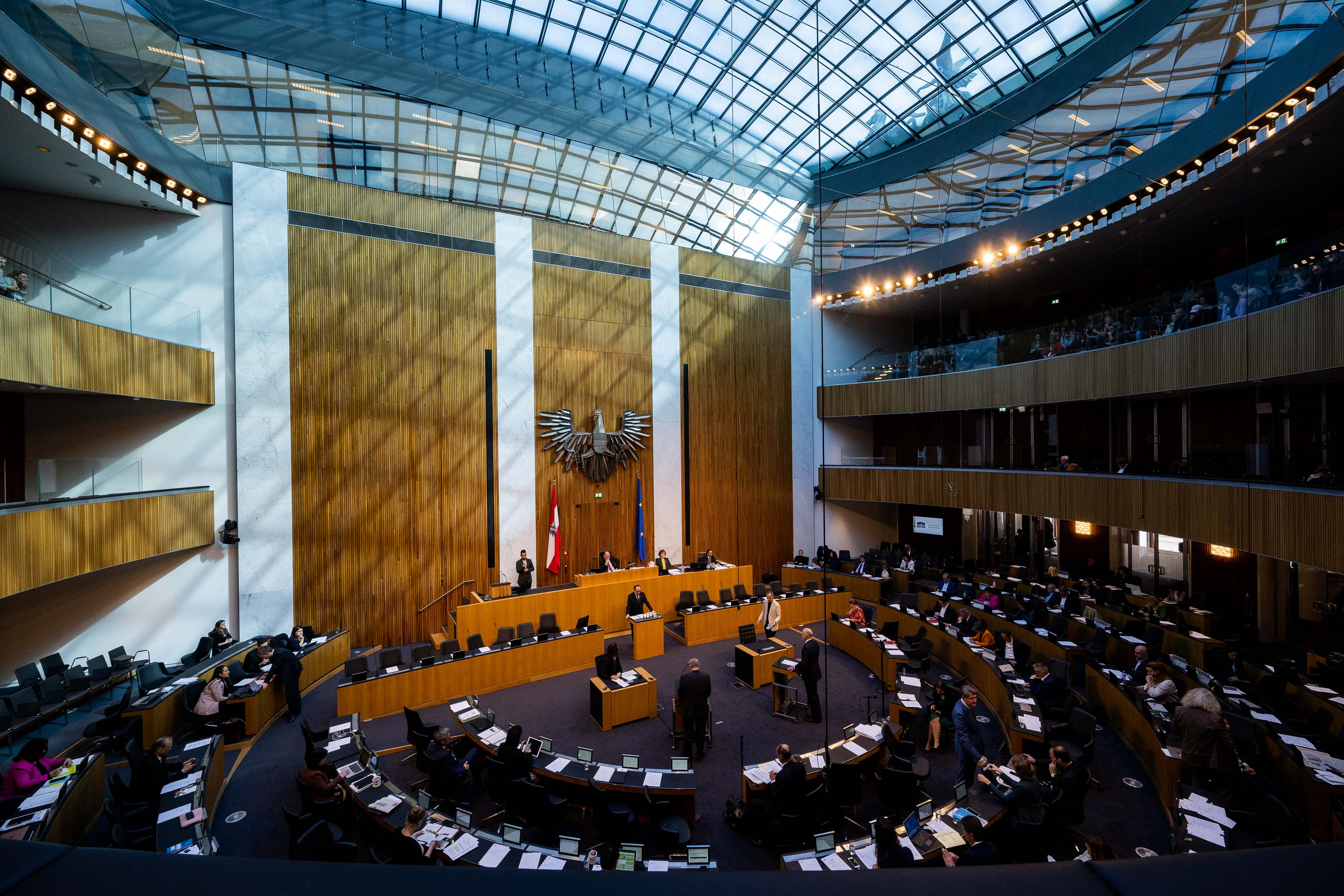
Sitzungssaal des Nationalrates

## Internetauftritt parlament.gv.at
Im Rahmen der eGovernment-Initiative der 1990er Jahre hat das österreichische Parlament eine umfangreiche Website gestaltet, die seit 1998 online ist.
Neben allgemeinen Informationen zu Tagesgeschehen, politischem Hintergrund und Information auch in Gebärdensprache finden sich hier insbesondere eine umfangreiche Datenbank der Personalien (Wer ist Wer) und die gesamten parlamentarischen Materialien, also stenographische Protokolle der Sitzungen, die Akten zu den Gesetzwerdungen, Anfragen und Beantwortungen und Weiteres (Parlament aktiv, PAKT).
Auf der Webseite wird auch die Leichte Sprache (LESP) angeboten.
Als eines der ersten Parlamente in der Europäischen Union hat das österreichische Parlament eine eigene Seite zur Parlamentarischen Dimension der EU-Ratspräsidentschaft online gestellt.